# ديفيد ماير (عالم حاسوب)
ديفيد ماير (بالإنجليزية: David Maier)‏ هو عالم حاسوب أمريكي، ولد في 2 يونيو 1953.